# Cuscuta odontolepis
Cuscuta odontolepis är en vindeväxtart som beskrevs av Georg George Engelmann. Cuscuta odontolepis ingår i släktet snärjor, och familjen vindeväxter. Utöver nominatformen finns också underarten C. o. fimbriata.